# Les Souterrains du vieux château
Pour plus de détails, voir Fiche technique et Distribution.
Les Souterrains du vieux château est un film de marionnettes français réalisé par la Compagnie des Zonzons en novembre 2003, d'une durée d'une heure.

## Fiche technique
- Acteurs : Christian Allamano, Filip Auchère, André Pelletier, Philippe Séclé, Emma Utges
- Réalisation : Jean-Marc Grefferat
- Décors : Christian Allamano & André Pelletier
- Costumes : Sylvie Franceschini
- Musique : Stéphane Robin
- Scénario : Filip Auchère, d'après Laurent Mourguet
- Public : à partir de 7 ans